# أمية بن الأسكر
أمية بن الأسكر الليثي الكناني  صحابي جليل وشاعر فارس مخضرم أدرك الجاهلية والإسلام، وكان من سادات بكر بن كنانة وفرسانهم، وله أيام مأثورة، شارك في حرب الفجار.

## نسبه
- أبوه:  حرثان بن الأسكر بن عبد الله بن مروان بن حسان بن زهرة بن زبينة بن جندع بن ليث بن بكر بن كنانة. الليثي البكري الكناني.
- أمه :  امامة بنت الوليد بن عبد الله بن مالك بن عمرو بن ثابت بن أواس بن نصر بن حجر بن ثعلبة بن مالك بن كنانة .[2]